# Américo Cabral de Melo
Américo Cabral de Melo ( — ?) foi um político brasileiro.
Foi cinco vezes presidente interino do Rio Grande do Sul: de 22 de abril a 22 de agosto de 1830, de 20 de dezembro de 1830 a 8 de janeiro de 1831, de 29 de março a 11 de julho de 1831, de 16 de fevereiro a 28 de março de 1836 e de 1 de abril a 16 de maio de 1837.
Foi eleito deputado provincial à 1ª Legislatura da Assembleia Legislativa Provincial do Rio Grande do Sul, em 1835.